# Вузькоголова черепаха звичайна
Вузькоголова черепаха звичайна (Chitra chitra) — один з найбільших видів черепах з роду Вузькоголові черепахи родини Трикігтеві черепахи. Має 2 підвиди. Інша назва «вузькоголова черепаха смугаста».

## Опис
Загальна довжина карапаксу становить 1,4 м, він завширшки 1 м. Вага дорослих особин зазвичай у межах 100–120 кг. За будовою тіла схожі на інших представників свого роду. Відрізняється лише за забарвленням. На карапаксі світло—коричневого або жовтувато—коричневого кольору розташовано блідо—жовті плями з темними краями. Колір пластрону коливається від кремового кольору до рожево—білого. На шиї присутні по 5 жовтих смуг, 2 з яких сходяться на шиї прямо перед карапаксом. Шкіра жовтувато—коричнева або коричнева

## Спосіб життя
Полюбляє швидкоплинні річки з піщаним дном. Живиться крабами, рибою, молюсками. Для того, щоб зловити пропливаючу повз рибу ця черепаха швидко викидає довгу шию й хапає її своїми щелепами.
Черепахи вилазять на сушу тільки для відкладання яєць. Самиця відкладає яйця перед дощовим сезоном у кубла глибиною 50—75 см на берегах рек. У кладці 60—117 білих круглих яєць із твердою шкарлупою. Діаметр яєць становить 35 мм.
Популяція черепах знищується заради їжі і для використання як домашніх тварин, при тому, що ці черепахи вкрай погано живуть у неволі.

## Розповсюдження
Мешкає у басейні річки Травні-Хлонг в провінції Ратбурі та річки Хвае Ної в провінції Канчанабурі (Таїланд).

## Підвиди
- Chitra chitra chitra
- Chitra chitra javanensis